# スマッシュコート プロトーナメント
『スマッシュコート プロトーナメント』（SMASH COURT PRO TOURNAMENT）は、ナムコより発売されたPlayStation 2用のテニスゲーム。スマッシュコートシリーズの作品であるが、PS版の1 - 3は全て架空の選手だったのに対し、本作は実在のプロテニスプレイヤー8名が実名で登場する。前作までは3頭身のディフォルメキャラだったのに対し、本作はリアル頭身になっている。

## 登場選手

### 実在選手
- ピート・サンプラス
- エフゲニー・カフェルニコフ
- アンドレ・アガシ
- パトリック・ラフター
- マルチナ・ヒンギス
- リンゼイ・ダベンポート
- モニカ・セレシュ
- アンナ・クルニコワ

### 隠し選手
レッドエース
スーパーファミリーテニス、スマッシュコートから登場のキャラクター。
吉乃ひとみ
熱チュー!プロ野球2002に初登場し、以後ナムコのスポーツゲームに何作か登場したイメージガール。

## スマッシュコート プロトーナメント2
『スマッシュコート プロトーナメント2』は登場選手が前作の倍の16人に増加。オリジナル選手を作成・育成できる「プロツアー」モードが新たに追加された。また、視点が多彩で、前作同様の視点のほかにコートを真上から見た視点や、選手の背後からの視点などが用意されている。

### 登場選手

#### 実在選手
- アンディ・ロディック
- フアン・カルロス・フェレーロ
- ティム・ヘンマン
- レイトン・ヒューイット
- ジェームズ・ブレーク
- マラト・サフィン
- リシャール・ガスケ
- トミー・ハース
- ジュスティーヌ・エナン
- キム・クライシュテルス
- セリーナ・ウィリアムズ
- アメリ・モレスモ
- リンゼイ・ダベンポート
- ジェニファー・カプリアティ
- ダニエラ・ハンチュコバ
- アンナ・クルニコワ

#### 隠し選手
リン・シャオユウ
鉄拳3以降に登場。
三島平八
鉄拳シリーズに登場。
ラファエル・ソレル
ソウルキャリバーII以降に登場。
カサンドラ・アレクサンドル
ソウルキャリバーII以降に登場。